# 高森直史
高森 直史（たかもり なおふみ、1939年（昭和14年） - ）は、海上自衛官、海軍史・海軍料理研究家、管理栄養士。本名は、日浦直史。最終階級は1等海佐。

## 略歴
熊本県人吉市出身。1959年（昭和34年）、佐伯栄養専門学校卒業。1960年（昭和35年）、海上自衛隊に入隊（2等海士）。1965年（昭和40年）、海上自衛隊幹部候補生学校卒業。防衛大学校教官、護衛艦補給長、航空群司令部幕僚、海上幕僚監部人事課、護衛艦隊司令部幕僚、海上幕僚監部衣糧班長、同給与班長、第4術科学校研究部長、舞鶴地方総監部経理部長を歴任。1986年（昭和61年）、1等海佐に昇任。1994年（平成6年）、退官。

旧海軍料理書から「肉じゃが」のルーツを発掘し、舞鶴や呉の町おこしに協力。海軍料理を通じて食文化普及、栄養相談等で活躍している。

## 著書

### 単著
- 海上自衛隊栄養士会編『図解・単身赴任者の栄養管理と献立の手引』（防衛弘済会、1986年）
- 『自炊のすすめ　単身赴任者の献立と栄養管理の手引』（グラフ社、1986年）
- 『率先炊飯　海上自衛官の「実戦」的食事健康法』（グラフ社、1987年）
- 『自炊レッスン　単身赴任者・OL・学生に贈る実践的食事健康法』（グラフ社、1987年）
- 『健康料理のすすめ　作ってみよう!』（グラフ社、1992年）
- 『自炊のすすめ　知っておきたい栄養知識がいっぱい!』（グラフ社、2002年）
- 『海軍食グルメ物語　帝国海軍料理アラカルト』（光人社、2003年）
- 『海軍料理おもしろ事典』（光人社、2004年）
- 『マッカーサーの目玉焼き進駐軍がやって来た!　戦後「食料事情」よもやま話』（光人社、2004年）
- 『海軍肉じゃが物語　ルーツ発掘者が語る海軍食文化史』（光人社、2006年）
- 『気ままに大自然"アウトドア生活"のすすめ!』（光人社、2007年）
- 『戦艦大和の台所　海軍食グルメ・アラカルト』（光人社、2010年）
- 『帝国海軍料理物語　「肉じゃが」は海軍の料理だった』（光人社NF文庫、2010年）

　　※『海軍肉じゃが物語』の改題・文庫版。
- 『海軍カレー伝説』（潮書房光人新社、2018年6月20日第1刷、ISBN 978-4-7698-1660-7）
- 『日本海軍ロジスティクスの戦い　給糧艦「間宮」から見た補給戦のすべて』（光人社NF文庫、2019年）
- 『海軍と酒 帝国海軍糧食史余話』潮書房光人新社〈光人社NF文庫〉、2020年5月。ISBN 978-4-7698-3171-6。
- 『真珠湾攻撃でパイロットは何を食べて出撃したのか 日本海軍料理ものがたり』潮書房光人新社〈光人社NF文庫〉、2021年2月。ISBN 978-4-7698-3206-5。
- 『海軍めし物語 艦隊料理これがホントの話』潮書房光人新社〈光人社NF文庫〉、2021年6月。ISBN 978-4-7698-3221-8。

### 共著
- （平間洋一・齋藤義朗）『絶品!海軍グルメ物語　すぐに作れる40のレシピ』（新人物往来社、2010年）